# Ernst A. Kallenberg
Ernst Anton Kallenberg (16. august 1866 i Malmö – 30. oktober 1947) var en svensk retslærd. 
Kallenberg blev student ved Lunds Universitet 1884, cand. jur. 1889,
vice-herredshøvding 1892, Dr. jur. 1895, Prof. ord. i Proces smst. 1897. Foruden en Rk. Afh.,
Anmeldelser o. 1. i »Tidsskr. f. Retsvidenskab«, »Statsvetenskaplig Tidskrift«, »Svensk Juristtidning«
o. a. har K., hvis hele forfattervirksomhed vidner om klarhed, skarphed og energi i
tanken samt praktisk blik, skrevet »Om återfall i brott« (1894), »Om forum i brottmål« (1896),
»Om qualificeradt erkännande i civilprocessen« (1896), »Föreläsningar öfver lag om ändring i
vissa delar af rättegångsbalken den 14. Juni 1901«, (I, 1902; II, 1902-04), »De ordinära
devolutiva rättsmedlen i den svenska civilprocessen enligt 1901 och 1915 års lagstiftning i
ämnet« (1915) og »Svensk civilprocessrätt. Föreläsningar« (I, 1917; II, 1918; III 1922). Som
Diskussionsemne paa 8. nordiske juristmøde i Stockholm fremlagde K. »Om forpliktelse till edition i civilprocessen« (1896). 
Af den svenske regering var der lagt meget beslag på K.'s store arbejdskraft
og evner som lovforfatter. 1899—1901 var han således medlem af og sekretær ved den 19.
maj 1899 nedsatte kommission angående revision af universitetsstatutterne, 1905—08
Medlem af en kommission angående revision af aktielovgivningen, 1907 medlem af, 1908
formand for en kommission ang. revision af konkurslovgivningen, 1920 formand for en
kommission ang. videre arbejder for en reform deraf, 1916 Medlem af en kommission ang. en
ny straffelovgivning. 1907 var K. kultusministeriets konsulent i sager vedrørende universitetsforhold. 